# Francesca Bergesio
Francesca Bergesio (Bra, 26 settembre 2004) è una modella italiana, eletta Miss Italia 2023.

## Biografia
Nata a Bra, ma residente a Cervere, è figlia del senatore Giorgio Maria Bergesio. Dopo essersi diplomata presso il Liceo Classico Europeo di Torino, ha deciso di iscriversi a Roma al corso di Medicina della UniCamillus. Dopo aver vinto Miss Miluna Piemonte e Valle d'Aosta a luglio e Miss Piemonte ad agosto, si qualifica di diritto alla finale di Miss Italia 2023 dove conquista il titolo assoluto nonché la fascia di Miss Guida Sicura. Nel 2024 ha partecipato come concorrente alla diciottesima edizione del reality L'isola dei famosi, in onda su Canale 5. Dopo quattro giorni è stata costretta al ritiro a causa di un infortunio.

## Programmi televisivi
- L'isola dei famosi 18 (Canale 5, 2024) – concorrente